# Porcellidium poorei
Porcellidium poorei is een eenoogkreeftjessoort uit de familie van de Porcellidiidae. De wetenschappelijke naam van de soort is voor het eerst geldig gepubliceerd in 2001 door Walker-Smith.